# Iskan
Iskan (arab. إسكان) – wieś w Syrii, w muhafazie Aleppo, w dystrykcie Afrin. W 2004 roku liczyła 1116 mieszkańców.